# Parafia Świętego Ducha w Werdunie
Parafia pw. Świętego Ducha w Werdunie – parafia rzymskokatolicka należąca do dekanatu tarczyńskiego, archidiecezji warszawskiej, metropolii warszawskiej Kościoła katolickiego.